# 蒂哈尼斯 (塞哥維亞省)
蒂哈尼斯（西班牙語：Tejares）是西班牙卡斯蒂利亞-萊昂塞哥維亞省豐特索托轄下的一個小鎮。

## 地理
該鎮位於伊比利亞半島的中心一帶，其坐標為41°25′41″N 3°54′25″W / 41.42806°N 3.90694°W。
| 西北： 豐蒂杜埃尼亞       | 北： 豐特索托             | 東北： 卡斯特羅德豐蒂杜埃尼亞 |
| 西： 聖米格爾德韋爾努伊   |                           | 東： 卡斯特羅德豐蒂杜埃尼亞   |
| 西南： 聖米格爾德韋爾努伊 | 南： 科沃斯德豐蒂杜埃尼亞 | 東南： 卡斯特羅德豐蒂杜埃尼亞 |

## 氣候
當地氣候是屬於地中海氣候，由於當地海拔較高和距離海岸線較遠，其主要特點是：
- 每年平均氣溫為11.50ºC，晝夜溫差大，有時會超過20ºC。冬季漫長、寒冷、多霧而且會結霜，夏季短而炎熱，最高溫度約30°C，最低溫度略高於13°C，當地人常稱之為「九個月的冬天和三個月的地獄」。
- 當地年均降雨量只有514.10毫米，但除了夏季之外，當地全年的降雨量整體分佈相對平均。

| 蒂哈尼斯全年平均降雨量（毫米） |       |        |        |        |
| 春季                           | 夏季  | 秋季   | 冬季   | 總共   |
| 149,40                         | 82,20 | 141,10 | 141,40 | 514,10 |

## 人口變化
| 年份   | 2000 | 2002 | 2004 | 2006 | 2008 | 2010 | 2012 | 2014 | 2016 |
| ------ | ---- | ---- | ---- | ---- | ---- | ---- | ---- | ---- | ---- |
| 人口數 | 20   | 25   | 21   | 21   | 50   | 38   | 30   | 24   | 13   |

## 節日
當地每年7月14日慶祝和紀念抹大拉的馬利亞。